# Juca Viana
Juca Viana, właściwie Jovino Soares Viana Júnior (ur. 21 lipca 1985) – brazylijski piłkarz, występujący na pozycji pomocnika, obecnie zawodnik brazylijskiego klubu PAEC.
Juca Viana karierę zaczynał w CA Juventus - drużynie z São Paulo - gdzie grywał wiosną 2006 roku. Następnie pozyskał go litewski FC Vilnius, w którym na 15. rozegranych meczów, strzelił 2. bramki. W 2007 roku wrócił do Brazylii, stając się graczem PAEC-u. W sezonie 2007/2008 był wypożyczony do ŁKS-u. Debiutował w nim 1 marca 2008 w przegranym (2:1) meczu z Legią Warszawa. Pierwsze trafienie dla klubu z Łodzi, zaliczył 4 maja w przegranym dość wysoko (5:2) meczu z Wisłą Kraków. Łącznie rozegrał 12 spotkań i zdobył 2 bramki.